# Festo (entreprise)
Pour les articles homonymes, voir Festo.
 (février 2021).
Si vous disposez d'ouvrages ou d'articles de référence ou si vous connaissez des sites web de qualité traitant du thème abordé ici, merci de compléter l'article en donnant les références utiles à sa vérifiabilité et en les liant à la section « Notes et références ».
Festo est une entreprise familiale allemande fondée en 1925 et dont le siège social se trouve à Esslingen am Neckar. Elle développe et commercialise des systèmes d'automatisation des mouvements utilisant l'énergie pneumatique (air comprimé) ou électrique.
Festo est leader mondial en technique d'automatisation et en formation technique initiale et continue. Proposer des solutions techniques, mais aussi veiller à transférer des connaissances vers des tiers font partie de ses missions. Festo s'oriente avec ses produits et ses services vers la production intelligente et la numérisation.

## Chiffres clés
En 2006, le groupe Festo AG & Co emploie 11 500 personnes. 
En 2011 le chiffre d'affaires de Festo atteint 2,1 milliards d'euros. À proximité de Esslingen, se trouve un autre site important : l'usine de Saint-Ingbert-Rohrbach. Il existe 56 compagnies Festo à travers le monde ainsi que des représentants dans 39 autres pays.
En France, en 2017, la compagnie locale Festo a fêté son 60e anniversaire. 
En 2017 le groupe Festo a réalisé un chiffre d’affaires d’environ 3,1 milliards d’euros, et est présent, avec plus de 20 100 collaboratrices et collaborateurs, sur 250 sites dans le monde. Chaque année, une part de 8 % du chiffre d’affaires est consacrée à la recherche et au développement.

## Participations
Au groupe Festo sont rattachés :
- Festo AG & Co. KG
- Festo Didactic GmbH & Co. KG
- Festo Lernzentrum Saar GmbH
- Advanced Micro Technology AG (Suisse)
- Resolto Informatik GmbH

Depuis 2000, l'activité de machine à bois et outillage portatif a été scindée en une entité indépendante qui porte le nom de Festool.
En 2018 Festo investit dans l'intelligence artificielle en achetant l'entreprise Resolto Informatik GmbH.

## Histoire
Le nom de l'entreprise vient du nom des 2 principaux créateurs Albert Fezer et Gottlieb Stoll. Festo fut créé en 1925. Durant la première phase de la vie de l'entreprise, c'est Gottlieb Stoll qui dirigea Festo.
L'activité de l'entreprise consistait à fabriquer des machines stationnaires pour l'usinage du bois. Par la suite, ces machines devinrent portables. Dès 1929 Festo développa la première tronçonneuse transportable. À la fin des années 1950, Festo rencontra ses premiers succès dans le développement de solutions pneumatiques. L'idée consistait, à l'origine, de trouver des solutions d'automatisation permettant d'améliorer les performances des machines à bois. Festo continua à mettre sur le marché de nouvelles solutions intégrant les technologies de l'électronique et de l'électromécanique.

## Innovations
Festo a, à son actif plus de 2 000 brevets déposés à l'échelle internationale. L'innovation est un axe central de son développement. Chaque année plus d'une centaine d'innovations sont proposées. De plus en plus elles sont l'association de plusieurs technologies de bases (pneumatique, électronique, mécanique, électricité, informatique, etc)